# Roblekov dom na Begunjščici
Roblekov dom na Begunjščici (1657 m; pogovorno tudi samo "Roblek") je planinska postojanka, ki  stoji na razgledni točki zahodnega grebena Begunjščice. Imenovan je po Hugu Robleku, pobudniku planinstva na Gorenjskem.
Prvotna koča je bila zgrajena 25. julija 1909 in je stala precej nižje od današnjega doma. Zgradila Radovljiška podružnica SPD in jo poimenovali po dr. Janku Vilfanu, odvetniku iz Radovljice in takratnem predsedniku podružnice. Sedanji dom je bil zgrajen 30. julija 1933. Poimenovali so ga po Hugu Robleku, pobudniku planinstva na Gorenjskem, ki je tragično umrl pri požigu Narodnega doma v Trstu. Planinski dom je bil 30. aprila 1943 požgan, obnovljen pa 15. septembra 1946.
Leta 1975 je PD Radovljica dom obnovilo in posodobilo. Ob praznovanju 80-letnice društva 31. avgusta 1975 je bil dom slavnostno odprt. Večjo obnovo so opravili še leta 1987. Brunarico, v kateri je bilo skladišče, so leta 1991 preuredili za zimsko sobo. Leta 1993 so začeli s temeljito obnovo doma: zamenjali so streho in prenovili vodovod. Kasneje so dogradili še s fotovoltaični sistem za pridobivanje električne energije in zgradili zunanja suha stranišča. Leta 2005 so obnovili celotno ostrešje in dodali novo kritino, povečali in uredili so jedilnico in kuhinjo, vgradili nova okna ter povečali moč solarnega sistema.
Dom je stalno odprt od  17. junija do zadnje nedelje v septembru; ob sobotah, nedeljah in praznikih pa ostali del leta, če je lepo vreme. V gostinskem prostoru je 50 sedežev in točilni pult; pri mizah na terasi pred domom je še 40 sedežev. V 5 sobah je 18 postelj, na skupnem ležišču pa 15 ležišč; zimska soba ima 8 ležišč; gostinski prostor se ogreva s pečjo; voda je kapnica, fotovoltaični sistem in agregat za elektriko, suha stranišča, dom ima tudi GSM in radijsko zvezo.

## Dostopi
- 3.30 h: iz Begunj, mimo planine Planinice (1128 m)
- 3.30 h: iz Begunj, po dolini Blatnice
- 4 h: iz Begunj, mimo sv. Petra
- 3.30 h: iz Podljubelja, čez Preval

## Prehodi
- 3 h 30 min: do Koče na Dobrči (1487 m), po pobočju Begunjščice in čez Preval
- 5 h: do Koče na Dobrči (1487 m), čez Veliki vrh
- 2.00 h: do Planinskega doma na Zelenici (1536 m) - zahtevna pot
- 3.30 h: do Valvasorjevega doma pod Stolom (1181 m) čez Poljško planino in mimo Tinčkove lovske koče
- 4 h 34 min: do Prešernove koče na Stolu (2174 m), mimo Tinčkove koče in čez Okroglico
- 5 h: do Prešernove koče na Stolu (2174 m), mimo Tinčkove koče in čez Tabernakelj
- 1 h: do Doma pri izviru Završnice (1425 m)

## Vzponi na vrhove
- 1 h: Begunjščica (Veliki vrh, 2060 m)